# Charles Bodart-Timal
Pour les articles homonymes, voir Bodart et Timal.
Charles Bodart-Timal est un chansonnier d'expression picarde du Nord, né le 20 septembre 1897 à Roubaix où il est mort le 18 décembre 1971,. Une place de la ville porte son nom.
Il a publié le livre Évocations roubaisiennes en 1960.

## Chansons
- Si l'petit Jésus y avot pinsé
- L'viatique
- Ah! qu'in est fir d'et'roubaignos !
- La chanson des allumoirs
- Les patoisants sont toudis là !